# Rugby en silla de ruedas
El rugby en silla de ruedas o quad rugby, es un deporte de equipo para personas con discapacidades motoras. Desarrollado en Canadá a finales de la década de 1970, actualmente se practica en alrededor de veinte países y es, además, un deporte paralímpico.
El nombre original del deporte era "murderball" (balón asesino).
Todos los jugadores de rugby en silla de ruedas tienen sus cuatro miembros afectados y es así como las reglas de este juego requieren que los deportistas que lo practican tengan una discapacidad que afecte total o parcialmente ambas extremidades inferiores y superiores. Es un deporte mixto, con hombres y mujeres compitiendo en el mismo equipo. El rugby en silla de ruedas se juega bajo techo, sobre una superficie (cancha) de madera.
Las reglas incluyen elementos del baloncesto en silla de ruedas, hockey sobre hielo y balonmano (en sus variantes en silla de ruedas, todos ellos). Se trata de un deporte de contacto, por lo tanto el roce entre las sillas de ruedas es una parte integral del juego. 
El rugby en silla de ruedas está regulado por la International Wheelchair Rugby Federation, creada en el año 1993.
El rugby en silla de ruedas lo juegan principalmente dos equipos de hasta doce jugadores. Sólo cuatro jugadores de cada equipo podrán estar en la cancha en cualquier momento. Es un deporte mixto y tanto los atletas masculinos como femeninos juegan en los mismos equipos.

## Reglas

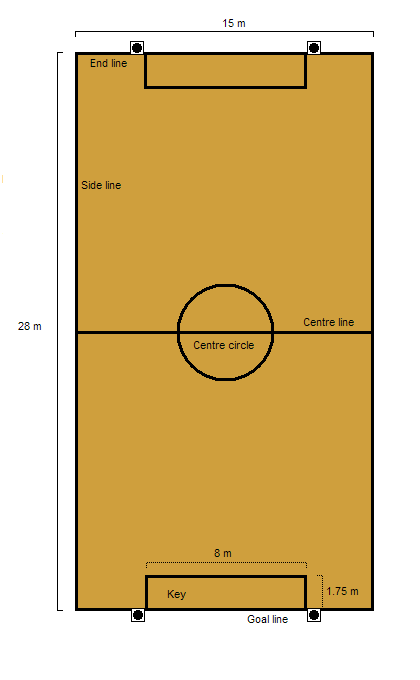
Dimensiones de una cancha de rugby en silla de ruedas

El rugby en silla de ruedas se juega bajo techo, en una cancha que tiene las mismas medidas que una cancha de baloncesto reglamentaria: 28 metros de largo por 15 metros de ancho. Las marcas requeridas en la cancha son una línea central y un círculo, y un área clave que mide 8 metros de ancho por 1,75 metros de profundidad en cada extremo de la cancha.
La línea de meta es la sección de la línea de fondo dentro de la llave. Cada extremo de la línea de meta está marcado con un pilón en forma de cono. Los jugadores anotan llevando el balón a través de la línea de meta. Para anotar un gol (try), dos ruedas de la silla de ruedas del jugador deben cruzar la línea mientras el jugador tiene posesión del balón.
Un equipo no puede tener más de tres jugadores en su propia área clave mientras defienden su línea de portería. Los jugadores ofensivos no pueden permanecer en la zona del equipo contrario durante más de diez segundos.
Un jugador con posesión del balón debe rebotar o pasar el balón en un plazo de diez segundos.
La pista trasera de un equipo es la mitad de la cancha que contiene la portería que defiende; su pista delantera es la mitad que contiene la portería que están atacando. Los equipos tienen doce segundos para hacer avanzar el balón desde su campo trasero hacia el campo delantero y un total de cuarenta segundos para anotar un punto o conceder la posesión.
Se permite el contacto físico entre sillas de ruedas siempre que no se considere peligroso, como golpear a otro jugador por detrás. No se permite el contacto físico directo entre jugadores. Las faltas se sancionan con una penalización de un minuto, en el caso de faltas defensivas y faltas técnicas, o con la pérdida de posesión, en el caso de faltas ofensivas. En algunos casos, se podrá conceder un gol de penalti en lugar de un penalti. Las faltas comunes incluyen girar (golpear la silla de ruedas de un oponente detrás del eje principal, provocando que gire horizontal o verticalmente), uso ilegal de las manos o alcanzar (golpear a un oponente con los brazos o las manos) y sujetar (sostener u obstruir a un oponente con agarrarse con las manos o los brazos, o caer sobre ellos).
Los partidos de rugby en silla de ruedas constan de cuatro cuartos de ocho minutos. Si el partido está empatado al final del juego reglamentario, se jugarán tiempos extra de tres minutos.
Al igual que los partidos de rugby para personas sin discapacidad, los juegos de rugby en silla de ruedas altamente competitivos son fluidos y rápidos, con posesión alternando entre los equipos mientras el juego continúa. El reloj del partido se detiene cuando se marca un gol o en caso de una infracción (como que el balón se juegue fuera del campo) o una falta. Los jugadores sólo podrán ser sustituidos durante una interrupción del juego.